# Luzia Simão
Pour les articles homonymes, voir Simão.
Luzia Adão Simão, née le 20 février 1992, est une joueuse de basket-ball angolaise.

## Carrière
Avec l'équipe d'Angola féminine de basket-ball, elle remporte le Championnat d'Afrique de basket-ball féminin 2011 et est médaillée d'argent des Jeux africains de 2011.